# 1. Līga 1998
La 1. Līga 1998 è stata la 7ª edizione della seconda divisione del calcio lettone dalla ritrovata indipendenza. Il PFK Rīga ha vinto il campionato ottenendo la promozione in massima serie.

## Stagione

### Formula
Le otto squadre partecipanti si affrontavano in gironi di doppia andata e ritorno per un totale di 21 incontri per squadra. La vincitrice veniva promossa in Virslīga 1999.
Erano assegnati tre punti per la vittoria, uno per il pareggio e zero per la sconfitta.

## Squadre partecipanti
| Club                | Città      | Stagione precedente |
| ------------------- | ---------- | --- |
| Auda Ķekava         | Rīga       | 1º nel girone Centra grupa di 2. Līga perde la finale contro la formazione riserva del Valmiera. Ripescato per l'esclusione delle formazioni riserve dal campionato. |
| Ceļinieks Ilūkste   | Ilūkste    | 9° in 1. Līga |
| Jaunība Daugavpils  | Daugavpils | 10° in 1. Līga |
| Ofriss Rīga         | Rīga       | 13° in 1. Līga, retrocesso e ripescato per l'esclusione delle formazioni riserve dal campionato.                                                                     |
| PFK Rīga            | Rīga       | ? |
| Saldus              | Saldus     | 11° in 1. Līga |
| Skonto Metāls/Rinar | Rīga       | 12° in 1. Līga |
| Universitāte Riga   | Rīga       | 6° in Virslīga, rinuncia alla massima serie. |

## Classifica finale
|  | Pos. | Squadra             | Pt | G  | V  | N | P  | GF | GS | DR  |
|  | ---- | ------------------- | -- | -- | -- | - | -- | -- | -- | --- |
|  | 1.   | PFK Rīga            | 43 | 21 | 13 | 4 | 4  | 67 | 24 | +43 |
|  | 2.   | Jaunība Daugavpils  | 37 | 21 | 11 | 4 | 6  | 58 | 30 | +28 |
|  | 3.   | Skonto Metāls/Rinar | 34 | 21 | 10 | 4 | 7  | 32 | 26 | +6  |
|  | 4.   | Ceļinieks Ilūkste   | 33 | 21 | 9  | 6 | 6  | 32 | 28 | +4  |
|  | 5.   | Auda Ķekava         | 30 | 21 | 8  | 6 | 7  | 36 | 38 | -2  |
|  | 6.   | Universitāte Riga   | 25 | 21 | 7  | 4 | 10 | 43 | 47 | -4  |
|  | 7.   | Ofriss Rīga         | 17 | 21 | 5  | 8 | 8  | 26 | 43 | -17 |
|  | 8.   | Saldus              | 7  | 21 | 1  | 4 | 16 | 24 | 82 | -58 |

## Verdetti finali
- PFK Rīga promosso in Virslīga 1999.